# 黄烽
黄烽（1916年—2001年），原名黄宝澄，男，福建福安人，中华人民共和国军事人物，中国人民解放军少将，曾任福州军区空军政治部主任。